# Taśma dziurkowana
Taśmy dziurkowane (perforowane), znane od połowy XIX wieku, używano jako papierowy nośnik do zapisywania danych. Były do tego celu również stosowane obok papierowych kart dziurkowanych w pierwszych komputerach. Z czasem zostały zastąpione przez bardziej pojemne media np. taśmy magnetyczne.
Taśma 8-ścieżkowa kodowała 7-bitowy kod ASCII; ósma ścieżka służyła jako bit parzystości. Pasek mniejszych dziurek służył jako perforacja dla zębatego kółka czytnika mechanicznego lub perforatora, a dla czytnika fotoelektrycznego służyła jako wskaźnik poprzecznego rzędu bitów.